# موسى سميث
موسى سميث (بالإنجليزية: Musa Smith)‏ هو لاعب كرة قدم أمريكية أمريكي، ولد في 31 مايو 1982 في مقاطعة بيري في الولايات المتحدة.

## وصلات خارجية
- موسى سميث على موقع مرجع كرة القدم المحترفة.كوم (الإنجليزية)